# Oulad Abbou
Pour les articles homonymes, voir Abbou.
Oulad Abbou (en arabe : اولاد عبو) est une commune et ville — municipalité — de la province de Berrechid, dans la région de Casablanca-Settat, au Maroc.

### Sources
- (en) Oulad Abbou sur le site de Falling Rain Genomics, Inc.